# Fenelzina
Fenelzina, também conhecida pelo nome comercial Nardil, é um potente antidepressivo inibidor da monoamina oxidase irreversível e não seletivo. Pode ser usado para tratar o transtorno depressivo maior, transtornos bipolares, e alguns transtornos de ansiedade, como transtorno de pânico e transtorno de ansiedade social (fobia social), além de indicações off-label para transtorno de ansiedade generalizada (TAG) e transtorno de estresse pós-traumático (TEPT e TEPT-C).
A fenelzina pertence a uma classe de antidepressivos chamados inibidores da monoamina oxidase (IMAOs). A monoamina oxidase (MAO) é uma enzima que catalisa a desaminação oxidativa de vários neurotransmissores monoaminérgicos, incluindo a serotonina, adrenalina, noradrenalina e dopamina. A MAO é encontrada na membrana externa da mitocôndria, e existe em duas isoformas: MAO-A e MAO-B. A MAO-A é responsável pela degradação da serotonina, noradrenalina, dopamina e tiramina, dentre outros, enquanto a MAO-B degrada primariamente a feniletilamina e tiramina, bem como outras traço-aminas. Acreditava-se, até o início do século 21, que a dopamina era catabolizada igualmente pela monoamina oxidase A e B; no entanto, estudos publicados ao longo de duas décadas demonstraram que a isoenzima MAO-B não participa da desaminação da dopamina (e demais catecolaminas), sendo, ao invés disso, envolvida na síntese de GABA através da transformação da putrescina como uma via secundária da síntese do GABA no encéfalo.
O mecanismo de ação dos IMAOs, incluindo a fenelzina, envolve a elevação das concentrações intra e extra-neuronais de neurotransmissores monoaminérgicos, notoriamente a serotonina, a noradrenalina e a dopamina, no sistema nervoso central. Embora se tenha postulado, na metade do século 20, que a depressão seria causada por baixos níveis destes neurotransmissores, a partir justamente da observação da atividade antidepressiva dos IMAOs, essa hipótese (conhecida como a "hipótese monoaminérgica") foi contestada ao longo das décadas seguintes. A elevação dos níveis de monoaminas ocorre de alguns minutos a poucas horas após a administração desses fármacos; no entanto, o alívio dos sintomas depressivos costuma levar de duas a três semanas para ter efeito. Isso sugere que a resposta antidepressiva deve-se aos níveis cronicamente elevados desses neurotransmissores, que promovem mudanças estruturais, neuroanatômicas e epigenéticas no encéfalo, como o favorecimento da neurogênese e o aumento do número de receptores de glicocorticóides no hipocampo, regulação do eixo HPA, entre outros.
A fenelzina, uma molécula da categoria das hidrazinas, destaca-se dentre os demais inibidores da MAO, mesmo os não-seletivos e irreversíveis como a isocarboxazida (também uma hidrazina) e a tranilcipromina (uma anfetamina substituída), ao inibir também a atividade das enzimas alanina transaminase (ALA-T) e GABA transaminase (GABA-T) de maneira irreversível. Essa inibição se deve, na realidade, ao metabólito feniletilidenohidrazina, um produto do metabolismo da fenelzina pela própria MAO localizada no intestino delgado. A inibição da enzima GABA-T ocorre com o uso de doses baixas a moderadas da fenelzina, e resulta em uma elevação do ácido gama-aminobutírico (GABA) no sistema nervoso central, chegando a ser superior a 200% em alguns casos, o que se acredita conferir propriedades únicas a este antidepressivo na melhora de sintomas ansiosos em uma gama de condições psiquiátricas.
A inibição da MAO-A parece ser mais relevante para a atividade antidepressiva do que a inibição da MAO-B. Os inibidores seletivos da MAO-B, como a selegilina, não parecem ter efeitos antidepressivos tão expressivos. A resposta à terapia com a fenelzina geralmente leva de 2 a 4 semanas para surtir efeito após o seu início, embora alguns pacientes podem não experimentar alívio completo dos sintomas com menos de 8 semanas de tratamento.

## Dosagem
- Adultos - Iniciar com 15 miligramas (mg) três vezes ao dia. O seu médico poderá ajustar a dose conforme necessário. A maioria dos pacientes não experimenta remissão dos sintomas depressivos até que se atinja 60 mg por dia ou mais. A dose diária tipicamente não ultrapassa 90 mg.
- Crianças - O uso não é recomendado.
- Se esquecer uma dose deste medicamento, tome-a o mais rapidamente possível. No entanto, se é quase hora da sua próxima dose, pule a dose esquecida e volte ao seu esquema de dosagem regular. Não tome doses duplas.[7]

## Efeitos colaterais
Especialmente a primeira vez que você usa este agente
- Tonturas, especialmente ao levantar-se. Isso normalmente indica queda abrupta da pressão arterial, também conhecida como hipotensão postural. Pessoas com insuficiência cardíaca pode ter mais problemas. Se sentir tonturas, levante-se lentamente da cama ou cadeira. É melhor deitar e colocar as pernas um pouco mais alto, como um travesseiro. Tome este caminho nas primeiras vezes à noite na beira da sua cama caso sinta tontura. Se continuar a sofrer de tonturas depois de algumas semanas, você deverá consultar o seu médico.
- Problemas para dormir.
- Disfunções sexuais, como a diminuição da libido (interesse em sexo), disfunção erétil, anorgasmia e ejaculação retardada. Estes efeitos adversos diminuem com o tempo e desaparecem quando você parar de tomar a droga. Verifique com seu médico se sentir assim.
- Você sofre de angina. Dor no peito de esforço despercebida, mesmo que não haja danos ao coração ocorre, devido à deficiência de oxigênio. Consulte o seu médico.
- Boca seca.  Isso pode desenvolver mais buracos em seus dentes. Escova e fio dental, portanto, especialmente bom se você achar que você sofre de boca seca. Deve consultar um dentista com mais freqüência.
- Queixas gastrointestinais, como náusea e diarreia. Este é geralmente dentro de alguns dias, se você nao está acostumado com a droga. Você tem menos experiência deste rfeito colateral se você tomar o medicamento com alimentos.
- Sonolência, fadiga, diminuição da capacidade de resposta e visão turva. Isto é especialmente problemático em atividades onde sua atenção é realmente necessário, como dirigir, subir uma escada ou monitoramento de processos em curso. Não faça atividades de risco na primeira semana de tratamento. Você ainda vai precisar para se acostumar com a droga. Cuide de sua resposta a este fundamento.
- Ligeira dor de cabeça
- Erupção cutânea e prurido.
- Depois de vários meses: ganho de peso.  Ter cuidado com o que e quanto você come. Pergunte ao seu médico ou um nutricionista.
- Confusão, inquietação e ansiedade. Especialmente as pessoas que já estão confusos ou que sofrem de psicose maníaco-depressiva são mais propensas.
- Dificuldade de urinar.  Isto é especialmente importante se você já tem dificuldade para urinar devido ao aumento da Próstata. Verifique com seu médico se notar isso. O uso de betanecol, um agonista muscarínico, pode ser indicado para combater esse efeito adverso.
- Em pessoas com epilepsia, um ataque pode ser disparado. consulte com o seu médico.
- Grave aumento súbito da pressão arterial. Dor de cabeça latejante, náuseas, vómitos, visão turva, dor intensa no peito e palpitação. Se você perceber isso, você deve contatar imediatamente o seu médico. Este efeito secundário ocorre apenas se você comer alimentos ou tomar bebidas ricos em tiramina. Evite alimentos e bebidas ricos em tiramina. alimentos ricos em tiramina, por exemplo, queijo curado, camembert, brie, levedura e marmite de cerveja. Bebidas, exemplo trigo, fortes cervejas como a cerveja belga e cerveja, champanhe e vinho
- Também é importante que você coma carne e peixe fresco. Não deve manter por muito tempo guardados. As bactérias na carne e peixe transformam proteínas em tiramina. Quanto mais tempo você mantê-lo, mais tiramina terá.
- Alimentos com tiramina você deve comer quantidades menores. Por favor, consultar o seu nutricionista. O nutricionista pode dar-lhe uma dieta completa.
- Consulte o seu médico se você tem muitos problemas com algum dos efeitos secundários acima ou se tiver outros efeitos colaterais que você está preocupado.[8]

## História
Em 1951, a isoniazida e iproniazida foi testado se eles eram úteis para o tratamento de tuberculose. Esse foi o caso, mas também provou que iproniazida também tinha antidepressivos como efeito. Este foi encontrado para ser associado com um efeito inibidor da MAO. Em 1957 vieram os primeiros inibidores da MAO no mercado. Uma grande desvantagem da inibição da MAO irreversível que apareceu, foi sua interação com um ingrediente alimentar, a tiramina, presente em queijos envelhecidos. Por exemplo, quando se utiliza um inibidor da MAO com vinho ou queijo curado, pode causar aumento da pressão arterial com risco de vida. Por causa dos muitos efeitos colaterais, os inibidores da MAO irreversíveis foram retirados do mercado desde 1964. Na década de oitenta, os pacientes que só conseguiram ajuda com esses agentes, receberam uma dieta de restrição alimentar para reduzir os riscos de grave hipertensão arterial associada a ingestão da tiramina. A maioria dos alimentos atualmente possuem níveis de tiramina extremamente limitados, devido ao aumento de rigor na fiscalização entre outros fatores, o que torna o seu consumo menos prejudicial do que nas décadas passadas.